# リベルタ (地域紙)
『リベルタ』は、神奈川県県央地域で発行されていた無料の地域情報紙（フリーペーパー）。発行元は神奈川県大和市深見西（2017年に下鶴間地区から移転）に所在した株式会社神奈川中央新聞社である。

## 概要
神奈川県の内県央地域と呼ばれる、大和市・海老名市・座間市・綾瀬市・横浜市瀬谷区・泉区・相模原市南区の内東林間地域を対象としたタウン誌であった。
読者年齢層が30代-40代の女性（F2層）を中心とした記事が特徴であった。
地域を3ブロック分けしていた（大和・相模原南部版、海老名・座間・綾瀬版、瀬谷・泉区版）。

## 沿革
- 1990年1月20日 - 大和版創刊
- 1990年2月14日 - 神奈川中央新聞社設立（当時は有限会社、1997年に株式会社化）
- 1995年4月6日 - 瀬谷・泉区版創刊
- 1996年11月7日 - 海老名・座間・綾瀬版創刊
- 2010年9月16日 - 消費者の声をもとにした提案する会社としてエリアの再編（瀬谷・旭区版、泉・戸塚区版、湘南台・長後版の廃止）
- 2019年11月 - 休刊を公表し、事業停止[2]
- 2020年1月21日 - 破産手続開始決定を受け、倒産[3]
- 2021年2月26日 - 清算決了[1]